# Neotaxia plana
Neotaxia plana är en fjärilsart som beskrevs av Paul Dognin 1904. Neotaxia plana ingår i släktet Neotaxia och familjen mätare. Inga underarter finns listade i Catalogue of Life.